# Rhombodera parmata
Rhombodera parmata är en bönsyrseart som beskrevs av Scott LaGreca 1955. Rhombodera parmata ingår i släktet Rhombodera och familjen Mantidae. Inga underarter finns listade i Catalogue of Life.